# 2015年4月尼泊尔地震
2015年尼泊尔地震（又称喜马拉雅山地震）发生于尼泊尔标准时间（UTC+5:45）2015年4月25日（星期六）11时56分25秒，震央位於北緯28度8分49.2秒、東經84度42分28.8秒，行政區屬於尼泊尔甘达基专区廓爾喀縣，約在拉姆琼县縣治貝西薩哈东南偏东34公里处，矩震级为7.8Mw，面波震级为8.1Ms，最大烈度为IX级（强烈）。这场地震成为继1934年地震后袭击该国的最强烈地震。7600多人在此次地震中丧生。受波及范围包括尼泊尔、印度北部、巴基斯坦、孟加拉国、不丹和中國西藏部分区域。本次地震还造成珠穆朗玛峰向西南偏移了3厘米。
尼泊尔标准时间2015年5月12日12点35分，当地再次发生大地震，矩震级达7.3级。震中靠近珠穆朗玛峰和首都加德满都之间的中方边境。这一余震造成超过2500人受伤，超过125人死亡。

## 地震详情

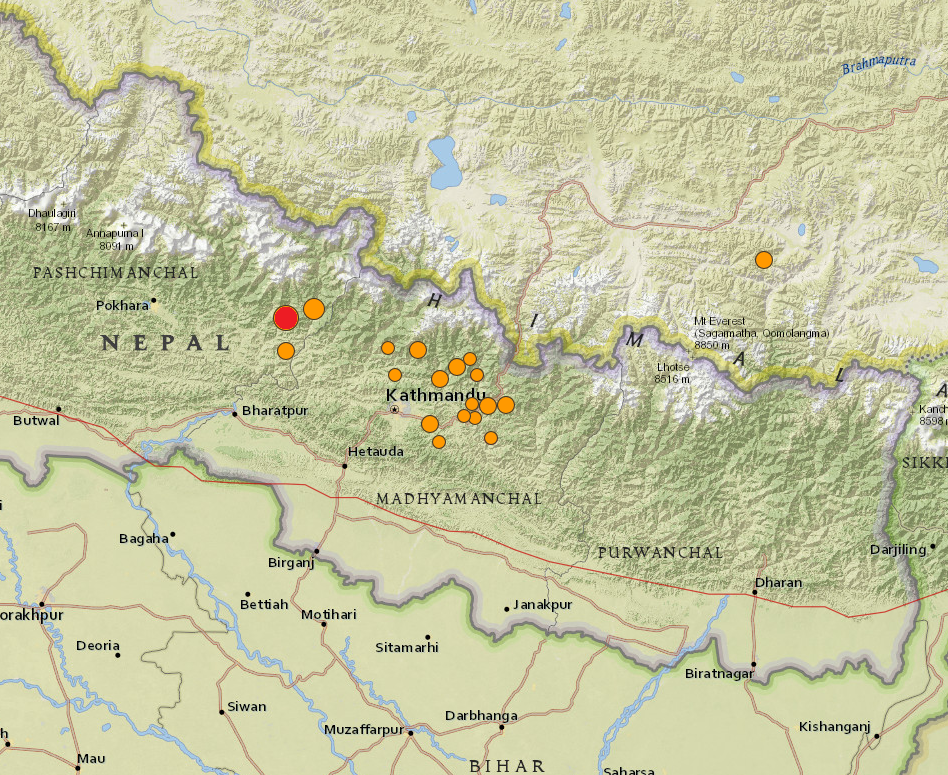
美国地质调查局所做有关于此次地震及其余震的地图

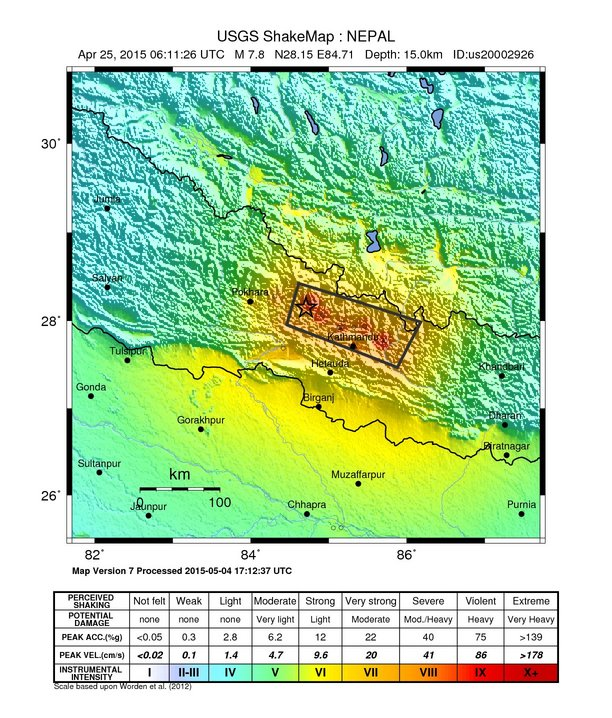
尼泊尔大地震烈度图

### 震央
這場地震震央位於距尼泊爾首都加德滿都80公里以内的區域，震源深度约12公里。受災範圍可能達到20萬平方公里，这次尼泊尔地震所释放出来的能量是2008年汶川大地震所释放出来能量的1.4倍。

### 震级
美国地质调查局称这场地震的矩震级为7.8-7.9级。中国地震台网中心称，这场地震的面波震级为8.1。

### 震感
据美国地质调查局网站上提供的报告，在首都加德满都，震感“十分严重”。 
距该地320公里的邻国印度比哈尔邦、北方邦及西孟加拉邦和首都新德里均有震感，中国西藏自治区、孟加拉国及不丹同样有震感，地震发生后7分钟到達西太平洋、台湾等地，但台湾震度不到1级，这次尼泊尔地震的时间长度将近1分钟。

### 余震
主震发生后，美国地质调查局记录了至少19次4.5级以上余震。第一场余震为6.6级，第二场余震在第一场发生8分钟后，为5.1级，26日15时7.1级的尼泊尔8.1级地震的余震对西藏聂拉木县樟木镇有明显的震感。
中国地震台网测定的部分余震如下：
| 震级（M） | 发震时刻（UTC+5:45/UTC+8/UTC）                            | 纬度（°） | 经度（°） | 深度（公里） | 参考位置 | 参考资料      |
| --------- | --------------------------------------------------------- | --------- | --------- | ------------ | -------- | ------------- |
| 8.1       | 2015-04-25 11:56:26/14:11:26/6:11:26                      | 28.2      | 84.7      | 20           | 尼泊尔   | [ 23 ]        |
| 7.0       | 2015-04-25 12:30:23/14:45:23/6:45:23                      | 28.3      | 84.8      | 30           | 尼泊尔   | [ 24 ]        |
| 4.4       | 2015-04-25 18:29:06/20:44:06/12:44:06                     | 27.6      | 84.5      | 8            | 尼泊尔   | [ 25 ]        |
| 5.0       | 2015-04-26 05:01:14/07:16:14/23:16:14（前一天）           | 27.8      | 85.0      | 10           | 尼泊尔   | [ 26 ]        |
| 3.6       | 2015-04-26 09:06:35/11:21:35/03:21:35                     | 27.4      | 85.5      | 7            | 尼泊尔   | [ 27 ]        |
| 7.1       | 2015-04-26 12:54:08/15:09:08/07:09:08                     | 27.8      | 85.9      | 10           | 尼泊尔   | [ 28 ] [ 29 ] |
| 5.2       | 2015-04-27 22:11:05（前一天）/00:26:05/16:26:05（前一天） | 27.8      | 85.8      | 8            | 尼泊尔   | [ 30 ]        |
| 3.7       | 2015-04-28 05:05:30/ 07:20:30 /23:20:30（前一天）         | 28.0      | 85.4      | 7            | 尼泊尔   | [ 31 ]        |

### 损失与伤亡

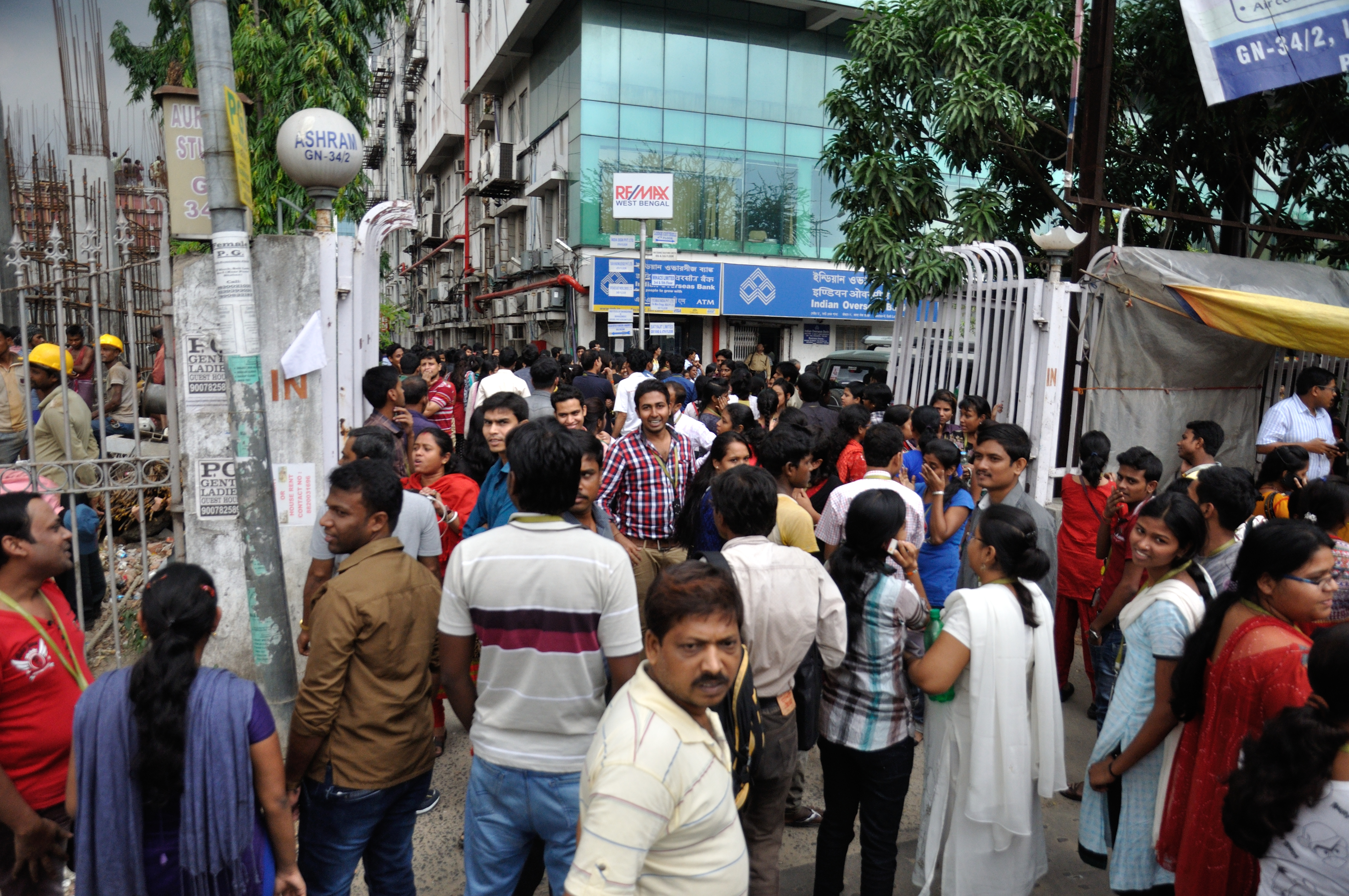
地震发生后，位于高层建筑的群众及雇员被迫转移至街道上，摄于印度加尔各答

| 国家   | 死亡    | 受伤     | 参考资料             |
| ------ | ------- | -------- | -------------------- |
| 尼泊尔 | ＞8,019 | ＞17,803 | [ 32 ]               |
| 印度   | 78      | 560      | [ 33 ] [ 34 ] [ 35 ] |
| 中國   | 25      | 383      | [ 36 ]               |
|        | 4       | 200      | [ 37 ] [ 38 ] [ 39 ] |
| 总计   | > 8,126 | > 18,946 |                      |

| 国籍／地区籍 | 死亡 | 受伤 | 参考资料             |
| ------------ | ---- | ---- | -------------------- |
| 印度         | 40   |      | [ 40 ]               |
| 中國         | 4    |      | [ 41 ]               |
| 香港         | 1    | 2    | [ 42 ] [ 43 ]        |
| 義大利       | 4    |      | [ 44 ]               |
| 美国         | 4    |      | [ 45 ]               |
| 法國         | 10   | 20   | [ 46 ] [ 47 ] [ 48 ] |
| 德国         | 2    |      | [ 49 ]               |
| 加拿大       | 2    |      | [ 50 ]               |
| · 印度       | 1    |      | [ 49 ] [ 51 ]        |
| 爱沙尼亚     | 1    |      | [ 52 ]               |
| 日本         | 1    |      | [ 53 ]               |
| 新西兰       | 1    |      | [ 54 ]               |
| 以色列       | 1    |      | [ 55 ]               |
|              |      | 3    | [ 56 ]               |
| 西班牙       | 1    | 1    | [ 57 ] [ 58 ]        |
| 总计         | 73   | 24   |                      |

#### 尼泊尔
在尼泊尔政府公布实施紧急状态的29个重灾区中，多个重灾区位于加德满都谷地。据尼泊尔军方指出，加德满都谷地近90％的建筑物已经在地震中被毁。首都加德满都在重灾区中受灾最重，老旧建筑严重倒塌，大批民众露宿街头。加德满都医院受损严重，水电供应严重不足，部分商店商品断货。4月26日，加德满都特里布万国际机场重新开放，但受机场规模小、管理能力不佳、滞留航班多、救灾飞机密集等影响，大批国际救援力量及物资一时难以到达。加德满都因地震而向南方移动了3米。
4月25日气象学家预计，尼泊尔地震灾区两天或有降雨，还可能有雷雨天气发生。4月26日晚，加德满都暴雨，电力供应吃紧。
地震发生后，来自震中的消息很少。4月26日至4月27日，已有救援车辆试图从加德满都开往75公里外震中地区的廓尔喀县博克拉；博克拉当地华侨华人已成立临时救援小分队，有组织开展救援。廓尔喀县行政官员普拉卡什·苏贝迪表示，地震在多地引发了山体滑坡，阻断道路，救援人员无法到达偏远山村。偏远地区的灾情一时难以得知，只能靠村民自救。
尼泊尔一些古代寺庙在地震中受损。联合国教科文组织世界遗产加德满都谷地的古建筑大多在此次地震中受损。另外，加德满都的达拉哈拉以及位于廓尔喀县的玛纳卡玛纳也在地震中倒塌。

#### 中国
中国西藏自治区日喀则市下辖全部18个县区受到此次地震波及。其中吉隆县、聂拉木县、定日县为重灾区，吉隆县吉隆镇、聂拉木县樟木镇、定日县绒辖乡灾情最重。吉隆县、聂拉木县、定日县的民众房屋倒塌80％。4月27日，国家减灾委员会将应急响应等级从IV级提升到Ⅲ级。截至4月27日21时，西藏因地震死亡人数达到25人，受伤人数达到117人。
地震造成吉隆县境内多座寺庙、拉康损毁。吉隆县曲德寺第三层主建筑倒塌，查嘎达索寺、帕巴寺、门康拉康等寺院大部分房屋出现明显裂缝，卓玛拉康未受明显影响，强准祖拉康、玛尼拉康受灾情况待统计。聂拉木县境内白玛曲林寺等11座寺庙、拉康未受明显影响。

#### 印度
印度北部一直到偏东北部和西北部地区都受到此次地震波及。其中比哈尔邦、北方邦、西孟加拉邦是印度受灾最严重的地区比哈尔邦灾情尤为严重，许多房屋倒塌。印度总理莫迪亲自监控震情并作指示，印度发起大规模救援和救灾行动。，到27日印度一共有72人死亡其中哈尔邦56人，北方邦12人，西孟加拉邦3人，拉贾斯坦邦1人。

#### 孟加拉
孟加拉国受到地震波及，许多建筑物倾斜。4月25日晚，数百万孟加拉国人因为担心而离开自己的住所，露宿户外。

#### 2015年5月12日地震
尼泊爾標準時間2015年5月12日下午12時35分發生了芮氏規模7.3地震，震央位於加德滿都東南方的科达里（Kodari）附近，深度為18.5公里。由於震央與4月25日的地震相近，只是略再往東，所以被美國地質調查局認為是4月25日地震後超過100次的餘震之一，但是規模較大。此次地震連印度北部的比哈尔邦、北方邦、西孟加拉邦與其他地區都有震感。

## 震后影响
有科学家发现，本次地震造成的断裂延伸至喜马拉雅山脉深部，很有可能未来在喜马拉雅山脉地区发生比本次地震更为强烈的地震。

### 次生灾害

#### 雪崩
地震造成珠穆朗玛峰发生雪崩，两个登山营地被埋并失去联系，珠峰南坡共有登山队39支，其中两支全部由军人组成，救援队伍抵达珠峰营地可能需两到三天的时间，中国女子登山队40人被困，10人遇难，至少30名登山者受伤，到27日7时30分，雪崩已致17人遇难61人伤。谷歌隐私与安全团队主管在珠峰雪崩中遇难，其前明星女友在社交网络上留言与致哀。
尼泊尔警方出动直升机和大批军警进山救出14名伤者。北京时间14时50分，中国女子登山队8人已乘坐直升飞机转移到了安全的地方。珠峰北坡的登山者全部撤离到了安全地带，珠峰攀登活动暂时停止十天的时间。

#### 山体滑坡
朗塘谷地所在的朗当国家公园大约有250人被报失踪，雪崩击中了朗当的Ghodatabela村。雪崩现场估计有两到三公里宽。Ghodatabela是朗当谷最受欢迎的徒步旅行路线。朗当村已被雪崩破坏，朗当郊区Chyamki、Thangsyap和Mundu等较小的定居点估计有300人在地震中掩埋致死。12名当地人和2名外国人确认生还。Trishuli河谷发生小规模山体滑坡，Mailung、Simle和Archale有显著破坏。5月4日，据报朗当地区已有52具尸体被发现，其中有7具为外国人。

#### 疫情
尼泊尔卫生水平十分落后。根据地震前世界卫生组织统计，尼泊尔每1万人仅有2名医生、50张床位。尼泊尔灾区卫生条件恶劣、疫苗供应不足，灾区传染病暴发的风险增加。联合国官员指出，尼泊尔地震后恐怕会爆发传染病疫情。
設施
尼泊爾國家足球隊的主場達莎拉斯雷莎拉體育場在此次地震嚴重損毀，修復完畢時已經到了2020年。

### 通讯与交通

#### 通讯
地震造成震中附近通讯信号有不同程度的中断，尼泊尔开通地震紧急联络电话，中国与尼泊尔之间的县城间的通讯无法联系。
受地震影响西藏地震灾区一共58个基站，聂拉木县共有42个基站退服（占75个基站总数的56%），吉隆县共有16个基站退服（占57个基站总数的28%），其中中国电信10个，中国移动33个，中国联通15个，中国移动出动了13辆应急通信车一共59人的抢修队伍进行基站，中国联通也出动10余人与多辆抢修车，截至27日16时，在日喀则地区里边的388个基站之中还有48个基站还没有修复完。

#### 航班
由于尼泊尔地震影响，从中国正飞往尼泊尔加德满都的中国东方航空云南有限公司昆明-加德满都（MU2583 上海浦东国际机场-昆明长水国际机场-加德满都特里布万国际机场，MU757昆明长水国际机场-加德满都特里布万国际机场）两航班因无法落地加德满都特里布万国际机场被迫返航回昆明长水国际机场；中国国际航空公司 CA437次航班成功返航成都双流国际机场，尼泊尔加德满都特里布万国际机场关闭。4月25日18時35分（UTC+8），特里布万国际机场恢复航班起降，中国航空公司部分航班返航及取消，在加德满都的国际机场有人在卖黄牛票，许多的旅客通过买黄牛票以此来得到登机的权利。
因尼泊尔于4月26日15:09发生一次7.1级的余震，特里布万国际机场地面保障能力不足，4小时内不收落地航班。

#### 公路
西藏日喀则通往樟木口岸318国道中断，国道216线吉隆县至吉隆镇交通中断，27日在西藏的灾区抢险救灾应急响应终止前对有关道路实行严格交通管制，在离开加德满都的很多条公路上都是人满为患，非常的拥挤。而樟木口岸则在地震后关闭多年，直至2023年9月1日才正式恢复客运功能。

### 體育
尼泊爾境內唯一國際性體育場地達沙拉斯雷沙拉體育場（Dasharath Rangasala）因是次地震嚴重損毁，使得尼泊爾國家足球隊於2022年世界盃外圍賽主場賽事對調至較後賽程，至第二循環主場對陣科威特亦因體育場未能趕及重建，需於中立場不丹舉行比賽。該體育場於地震發生4年後的2019年12月1日重新開幕，以主辦第13屆南亞運動會。

### 定日地震
2015年4月25日17时17分，中国西藏自治区日喀则市定日县（北纬28.4度，东经87.3度）发生5.9级地震，震源深度20公里。定日地震距此次尼泊尔地震震中约290公里，发生时间在其三小时以后，不是尼泊尔地震的余震，而是一次独立的地震。定日地震是受尼泊尔地震产生的应力扰动的结果，說明印亞板塊交接處還可能有蓄積的應力存在。

## 救灾

### 尼泊尔境内救灾
4月26日至4月27日，尼泊尔军方全部直升机及尼泊尔全国的私人直升机大部分已被动员参与救援，总共有二、三十架，但难以满足救援需求，26日印度空军第一批五架米-17直升机抵达加德满都进到抗震救灾行动中，27日印度国家灾难响应力量开启无人机搜救定位的功能为尼泊尔地震灾区服务。
印度拟向尼泊尔派遣救援部队，并表示会提供援助，派出C-130飞机装有4T食品、饮用水和救援设备的运输机前往尼泊尔救灾。，中国驻尼泊尔使馆紧急启动应急机制，中国国际救援队拟派出68人赴尼泊尔救灾。4月26日上午6时，中国派出62人的救援队从首都国际机场出发。中国商务部启动人道主义援助预案。26日晚，四川省人民医院30多位医生与护理人员以及22位蓝天救援队的救援人员將前往尼泊尔地震灾区救灾，蓝天救援队将会带数架无人机前往尼泊尔。中国政府医疗队一共58人已经在27日4点的时候从成都双流机场出发前往尼泊尔地震灾区救灾，在飞机中有15吨的医疗物资。中国第14集团军某工兵团一共55人前往尼泊尔救灾。。第一线支援尼泊尔災區的台湾医师一共21位现在正在待命，前期可以先派出10人救援。中国国內的航空公司安排14个航班前往尼泊尔进行救灾。在尼泊尔地震发生后，启动了保障预案。印度向尼泊尔派出无人机，用无人机来协助搜救与定位的工作。中国空军将派出4架伊尔-76飞机前往尼泊尔地震灾区救援，27日15点30分第一架的伊尔-76飞机已经起飞飞往尼泊尔灾区，其中有3架飞机已于27日下午至晚间到达了尼泊尔地震灾区。27日中科院为尼泊尔地震灾区提供防灾数据支持，由于这场地震喜马拉雅山中段已经发生了40起以上的冰湖溃决并有数十个的冰湖有非常高的溃决的危险存在。由于在26日的日本国际救援队所乘的飞机无法降落在尼泊尔首都加德满都的国际机场，日本国际救援队的飞机被迫飞往印度，因此日本国际救援队无法在27日中在尼泊尔地震中救灾。尼泊尔在这次地震中出动了90000名的军人进行救灾行动，这些军人占了尼泊尔军队人数的百分之九十，法国会派出2架飞机运送35吨和40吨的物资前往尼泊尔地震灾区。

### 中国境内救灾
25日，500名西藏军区日喀则军分区的官兵前往受尼泊尔地震影响的西藏灾区还出动了20台机械，另外还有1000名官兵正在日喀则军分区等待命令，2000名官兵在拉萨等待命令，西藏启动了地震的二级响应，西藏公安消防总队出动26台消防车以及190名消防员。日喀则市、定日县、聂拉木县、亚东县帕里气象局开始了Ⅲ级应急响应状态，日喀则市卫生局出动10余人的医疗队赶赴西藏灾区，西藏自治区卫生计生委也出动20名医疗人员前往西藏灾区。四川省公安消防总队750人带着39台生命探测仪等装备等待命令前往西藏救灾，贵州毕节消防则有35人7辆消防车2只搜救犬准备完毕随时都可以出发。
吉隆口岸的上游因为山体滑坡的原因而形成了约28万立方米的堰塞湖，樟木镇已经得到了通信联系。
中国红十字会运送价值101.51万元的救灾用品前往西藏灾区，吉隆县堰塞湖的险情可以排除。樟木镇已经得到了通信联系，到26日尼泊尔地震造成中国西藏地区的20多万人受灾，中国民政部向西藏灾区运送了5000顶棉帐篷、3万件棉大衣、3万床棉被和1.5万张折叠床、1.5万条睡袋，中国国家发展和改革委员会26日对西藏灾区给予3000万元的救灾资金。26日上海市红十字会给予西藏灾区30万元紧急救灾款以及2000条棉被和2000只救助包，山东省红十字会给予西藏灾区500床棉被，浙江红十字会向西藏地震灾区提供72.5万元的救灾物资，给予灾区10万元的现金用于救灾行动，成都军区出动9架飞机用于西藏的地震救灾行动，西藏军区出动3架直升飞机用于西藏地震救灾行动，国家电网出动7辆发电车以及22人的抢修队伍前往西藏灾区，中国交通部给予西藏地震灾区1000万元用于地震受灾地区的道路与交通措施抢通与修复，中央统战部在26日发电西藏地震灾区以此慰问西藏地震灾区的群众，新疆两支救援队一共14人前往西藏地震灾区。
28日由于地震灾区的天气为暴风雪，这样的天气在一定程度上影响西藏地震灾区的救援进度，截至27日21时西藏地震灾区转移安置24803人，到27日在西藏地震灾区已经有5支医疗队一共25人。中国平安保险开启了应急预案，并查出财产险2个的受灾，泰康人寿保险股份有限公司开启了应急的预案。

### 印度境内救灾
印度总理莫迪亲自统筹指挥印度对尼救援工作，25日由于尼泊尔地震引发了印度瓦拉纳西地区的一家医院发生恐慌从而引发踩踏，而踩踏事件又引发2名当地的民众死亡，印度的北部地区可以感觉到明显的余震，其中加尔各答、勒克瑙、斋浦尔和兰契均有震感，印度边境15岁的女性因家中的墙壁落下而身亡，印度在地震发生后调低了印度与尼泊尔的长途电话费用。

### 孟加拉境内救灾
地震造成孟加拉不少建筑物倾斜。

## 各方反应

### 國際賑災及救援結果
- 尼泊尔政府已拨款5千万卢比用于赈灾。[180]地震发生后中国驻尼泊尔使馆紧急启动应急机制[124]，此次的地震造成的经济损失相当于尼泊尔一年的GDP规模，尼泊尔的重建可能需要50亿美元资金，[181][182]尼泊尔这场地震可能让尼泊尔基础建设倒退了50年[183]。尼泊尔国务秘书感谢中国政府对尼泊尔地震灾区的援助[184]，尼泊尔陆军SAROJ稱贊中国国际救援队为伟大的救援队[185]，尼泊尔总理苏伊尔•柯伊拉腊指出因地震而死亡的人数可能会升至1万人[186]，28日尼泊尔宣布全国为在尼泊尔地震中伤亡的人设立3天的国家哀悼日[187]。

### 国际
国家与地区
- 印度：25日下午，尼泊尔地震发生后莫迪与尼泊尔的总理通了电话，莫迪指出印度会全力帮助尼泊尔救灾[188]。
- 巴基斯坦：派出装有食品、饮用水和救援设备的运输机前往尼泊尔救灾。[122]
- ：孟加拉国总理哈西娜表示，此次地震受到了深切的生命冲击。[189]
- 不丹：不丹首相策林·托杰通过社交媒体向尼泊尔人民表示慰问。经济事务部长诺布·旺楚克也转达了慰问，并表示不丹在地震中没有受到大的损失。根据不丹国王吉格梅·凯萨尔·纳姆耶尔·旺楚克的命令，一个63人的医疗队由不丹首相策林·托杰及不丹卫生部长率领，抵达加德满都。首相办公室宣布，不丹向尼泊尔提供6200万不丹努尔特鲁姆（合100万美元）的援助。[190][191][192][193][194]首相策林·托杰宣布不丹将降半旗致哀。[195]
- 中國：国家主席习近平向亚达夫总统致慰问电，对地震中的不幸遇难者表示沉痛的哀悼，对遇难者家属和受伤人员表示诚挚的慰问，称中方愿向尼方提供一切必要的救灾援助。国务院总理李克强向苏希尔·柯伊拉腊总理致慰问电，称中方愿根据尼方救灾需求提供紧急援助[196]。4月26日中国政府宣布向尼方提供2000万元人民币的紧急物资援助。中国国际救援队一行69人，携带6只搜救犬及医疗器械在震后24小时内飞抵加德满都开展救援工作。[197]26日班禅额尔德尼·确吉杰布为尼泊尔以及西藏日喀则地区的亡者与伤者祈祷[198]，中国国家足球队放弃经过加德满都前往不丹的计划[199]。
  -  香港：香港特区行政长官梁振英于4月26日致函亚达夫总统，代表香港特别行政区政府和香港市民向遇难及受灾的尼泊尔人民致以深切哀悼及慰问。同日香港時間18:48三位入境處人員到尼泊爾恊助當地香港旅客離開[200]，香港特区政府亦将尼泊尔的外国旅游警示级别提升至红色[201]。
  -  澳門：澳门旅游危机处理办公室已经透过澳门的电讯供应商，向在尼泊尔漫游的澳门手机发放短信，提供紧急联络资料[202]。
- 中華民國：中華民國總統府發言人陳以信表示，總統馬英九獲悉後，立即透過駐印度代表處轉達對尼泊爾之慰問，並指示行政院及外交部與尼泊爾政府接洽，提供必要協助。駐印代表處於震後立即成立緊急應變中心，聯繫尼方了解救援需求。[203]行政院表示，政府將捐助30萬美元，救難隊与援助物資隨時可出發。[204]尼方暂时婉拒该救難隊前来[205]，外交部长林永乐指出外界不要做政治性的联想[206]。中華民國外交部籲國人暫勿前往尼泊爾。[207]
- 日本：日本首相安倍晉三致電表示慰問。另外4月26日下午將有一支70人大小的緊急救援隊前去尼泊爾地震災區，從成田機場出發，經泰國曼谷到加德滿都。[208][209]
- ：大韓民國外交部4月26日發布消息，表示痛悉尼泊爾發生強震，造成重大人員傷亡和財產損失，對不幸遇難者表示沉痛哀悼，對尼泊爾政府和國民表示誠摯慰問，並希望尼泊爾政府和國民戰勝災害，儘快從悲傷中走出來，韓方將積極考慮採取派遣緊急救助隊等後續援助措施。另外，大韓民國政府決定向尼泊爾提供100萬美元緊急人道主義援助[210]，27日2名紧急应对组人员派到尼泊尔[211]，韩国派出救援队40人[212]。
- 俄羅斯：俄罗斯总统普京对尼泊尔8.1级地震遇难者表达哀悼[213]，派出了50人的搜救队伍[122]。
- 美国：美国白宫指出美国将派救援队并拨款100万美元援助，[122]美国国务院就前往或离开尼泊尔的美国公民发布旅行警告。[214]
- 挪威：挪威外交大臣布伦德指出挪威将拨款3000万挪威克朗用于尼泊尔地震援助。[122]
- 新加坡：新加坡总理李显龙发慰问信给尼泊尔总理[215]。派出了50人的搜救队伍[122]。
- 英国：英国首相卡梅伦指出英国将提供援助[122]。派出8人的救灾救援队[216]。
- 法國：法国总统奥朗德指出法国将提供援助[122]。法国外长法比尤斯指出在尼泊尔共有法国公民500多人，法国外交部共接7000多个寻求帮助的电话，派出11人的救援力量与一些物资。[217]
- 德国：德国总理默克尔指出德国对尼泊尔地震会提供援助。[122]
- 義大利：意大利外交部给予尼泊尔30万欧元用于地震救灾。[122]
- 以色列：以色列总理内塔尼亚胡派出包括医生的搜索和救援队共260人，并表示以色列愿意以任何可能的方式协助。[218][212]
- 摩納哥：地震发生当天，摩纳哥表示计划在未来数小时内援助尼泊尔。[122]
- 斯里蘭卡：斯里兰卡政府采取措施，提供紧急援助。[219]
- ：澳大利亚外交部长毕晓普宣布捐助500万澳元支持尼泊尔，其中250万协助澳大利亚非政府组织，200万支持联合国成员国，50万支持澳大利亚红十字会[220]。
- 加拿大：加拿大总理哈珀发表声明，向受灾灾民表示衷心的慰问[221]。
- 西班牙：愿意向尼方提供帮助。[222]
- 印度尼西亞：印尼副总统优素福·卡拉指出印尼会给予尼泊尔100万美元物资[223]。
- 荷蘭：已在26日或27日派出国际救援队参加尼泊尔地震的救灾行动[224]。
- 阿联酋：已在26日或27日派出88人的国际救援队参加尼泊尔地震的救灾行动[224][212]。
- 波蘭：已在26日或27日派出国际救援队81人参加尼泊尔地震的救灾行动[224][212]。
- 比利时：已在26日或27日派出国际救援队参加尼泊尔地震的救灾行动[224]。
- 土耳其：已在26日或27日派出国际救援队参加尼泊尔地震的救灾行动[224]。
- 瑞典：派出国际救援队参加尼泊尔地震的救灾行动[224]。
- 丹麦：丹麦政府向尼泊尔地震灾区给予500万丹麦克朗（约合73万美元）资金[225]。
- 阿尔及利亚：阿尔及利亚政府会派出70人的救援队以及给予100万美元的资金[225]。

组织
- 欧洲联盟：欧盟指出欧盟对尼泊尔地震会提供援助，[122]将会派出专家将前往尼泊尔进行救灾行动。[226]
- 联合国：联合国秘书长潘基文对此事件表示慰问，协调救援行动准备开展救援工作。[122]
- 国际红十字组织对灾区已经开始紧急援助和募捐。[122]
- 谷歌公司也启动了寻人工具寻找尼泊尔地震后失散、失踪人员[227]。
- 臉書的Safety Check也提供了相类似的功能。[228]
- 联合国儿童基金会未来会对尼泊尔受灾的儿童提供一些支持[229]，已经派出2架飞机运送120吨的人道主义救援物资到达灾区[230]，有近百万名儿童在这次地震中受到了影响[231]，加德满都出现了集体腹泻的现象，这现象值得我们注意[232]。
- 联合国难民署向尼泊尔地震中的遇难者以及家人慰问，提供1万1000多张塑料篷布和4000多个太阳能灯给尼泊尔地震灾区[233]。
- 世界卫生组织向尼泊尔地震中的遇难者以及家人慰问，提供4万人用三个月的医疗物资，提供500万美元善款[233]，受到这场地震可能影响到了超过500万人[234]。
- 世界粮食计划署向尼泊尔地震中的遇难者以及家人慰问[233]。
- 世界银行指出世界银行会为尼泊尔提供紧急的援助以此来减少人员的伤亡和财产的损失[235]。
- 东盟指出为尼泊尔的地震灾区提供必要的支持和协助[236]。
- 慈濟台灣慈濟基金會於4月26日成立「賑災協調中心」，協調清點並備妥相關救災物資。4月27日，慈濟基金會「勘災醫療團」與首批總重量約一公噸、預計可供應一千人以上使用的急救醫藥設備啟程前往尼泊爾，[237]並於4月28日下午抵達加德滿都。[238]4月29日，慈濟勘災醫療團分別進行醫療協助及災區勘查援助，並設法運送治療骨折病患用之骨材前往災區以及評估臨時簡易屋、組合屋的搭建。[239]5月1日，第二梯慈濟賑災醫療團包括骨科和麻醉科共五位醫師以及骨科手搖電鑽兩組、手術器械八包、骨板六十片、骨釘七百六十支等醫療與救災器材抵達尼泊爾加德滿都，隨即在災區為災民進行各項醫療手術措施。[240]截至2015年6月25日止，慈濟基金會已發起36個國家及地區之愛心賑災募款活動，派遣九梯次賑災醫療團、共273位志工前往尼泊爾地震災區，除提供乾淨用水以及協助海陸空交通運輸外，並提供醫療服務11255人次、賑災物資發放78983人、供餐78850人次、以簡易避難所庇護約7000人次、提供「以工代賑」2439人次，並捐贈10組太陽能供電設備予尼泊爾災區。[241]

### 筹款活动
苹果iTunes商店联合美国红十字会为尼泊尔地震抗震救灾捐款。